# دریاچه موگوتویوو
دریاچه موگوتویوو (انگلیسی: Lake Mogotoyevo) یک دریاچه در جمهوری یاقوتستان کشور روسیه است.